# Dearcc

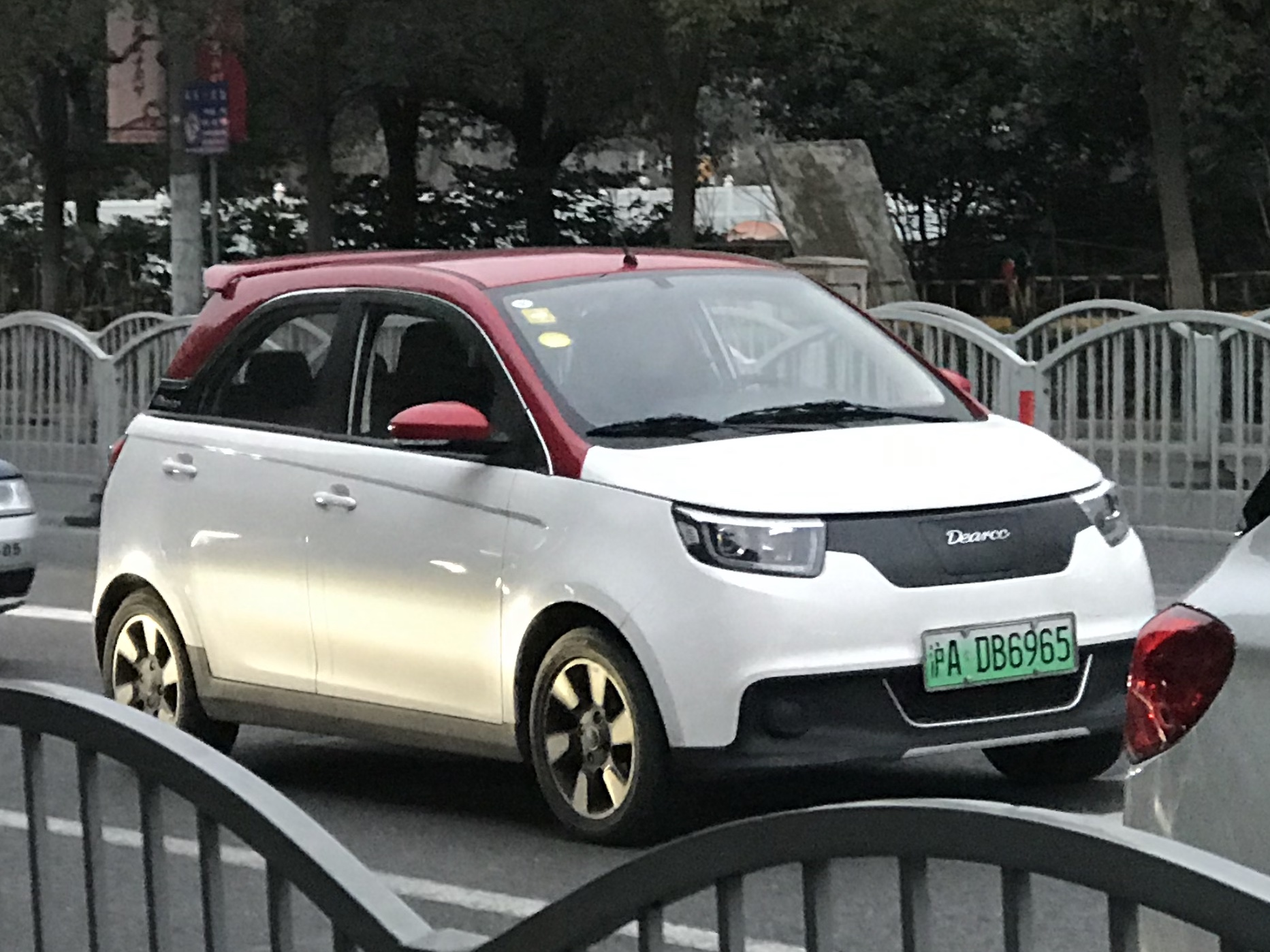
Dearcc EV10

Dearcc war eine Automarke aus der Volksrepublik China.

## Markengeschichte
Hersteller ist Zhejiang Dianka Automobile Technology. Dieses Unternehmen mit Sitz in Shanghai wurde am 23. Juni 2015 gegründet. Bloomberg L.P. bestätigt die Existenz dieses Unternehmens mit gleichem Ort und Gründungsdatum, nennt aber zusätzlich die Firmierung Evocate Motors Technology Group. Enovate Motors wird an anderer Stelle genannt. Eine weitere Quelle meint, dass am 11. März 2019 die Firmierung von Zhejiang Dearcc Automobile Technology in Enovate Automobile Technology Group geändert wurde.
Eine andere Quelle gibt dagegen an, dass die Marke zu South East Fujian Motor gehört, die Fahrzeuge der Marke Soueast herstellen.
Im Februar 2018 wurden die ersten Fahrzeuge in China zugelassen. Nach Dezember 2018 sind keine Neuzulassungen mehr bekannt.

## Dearcc-Fahrzeuge
Das einzige Serienmodell war der Dearcc EV10. Dies ist ein Elektroauto. Es hat einen Elektromotor mit 57 PS Leistung. Die Höchstgeschwindigkeit wurde mit 100 km/h angegeben und die Reichweite mit 150 km. Das Fahrzeug hat 2490 mm Radstand. Die weiteren Maße sind 3692 mm Länge, 1650 mm Breite und 1532 mm Höhe. Das Fahrzeug hat vier Türen und eine große Heckklappe.

## Enovate

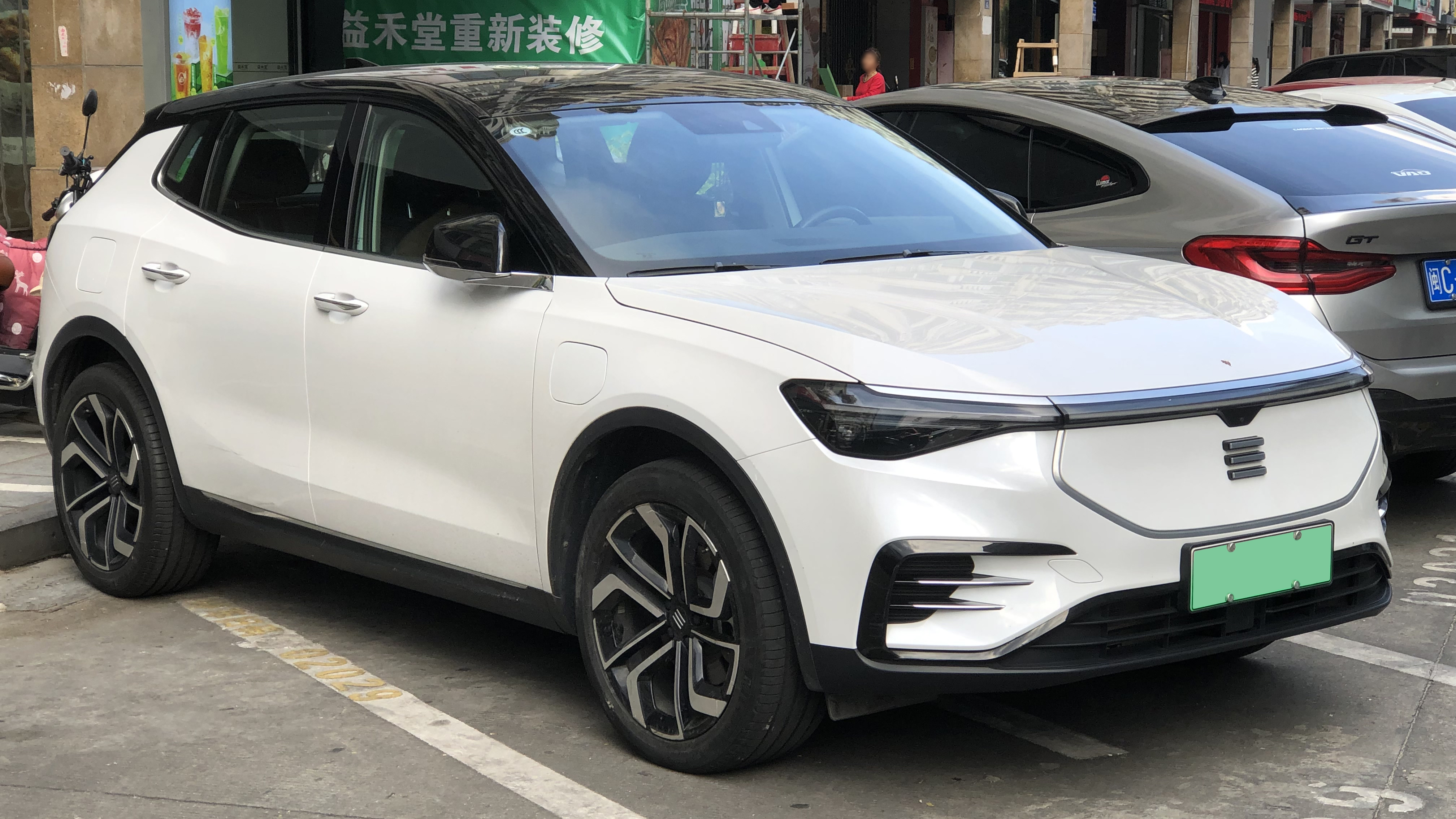
Enovate ME7

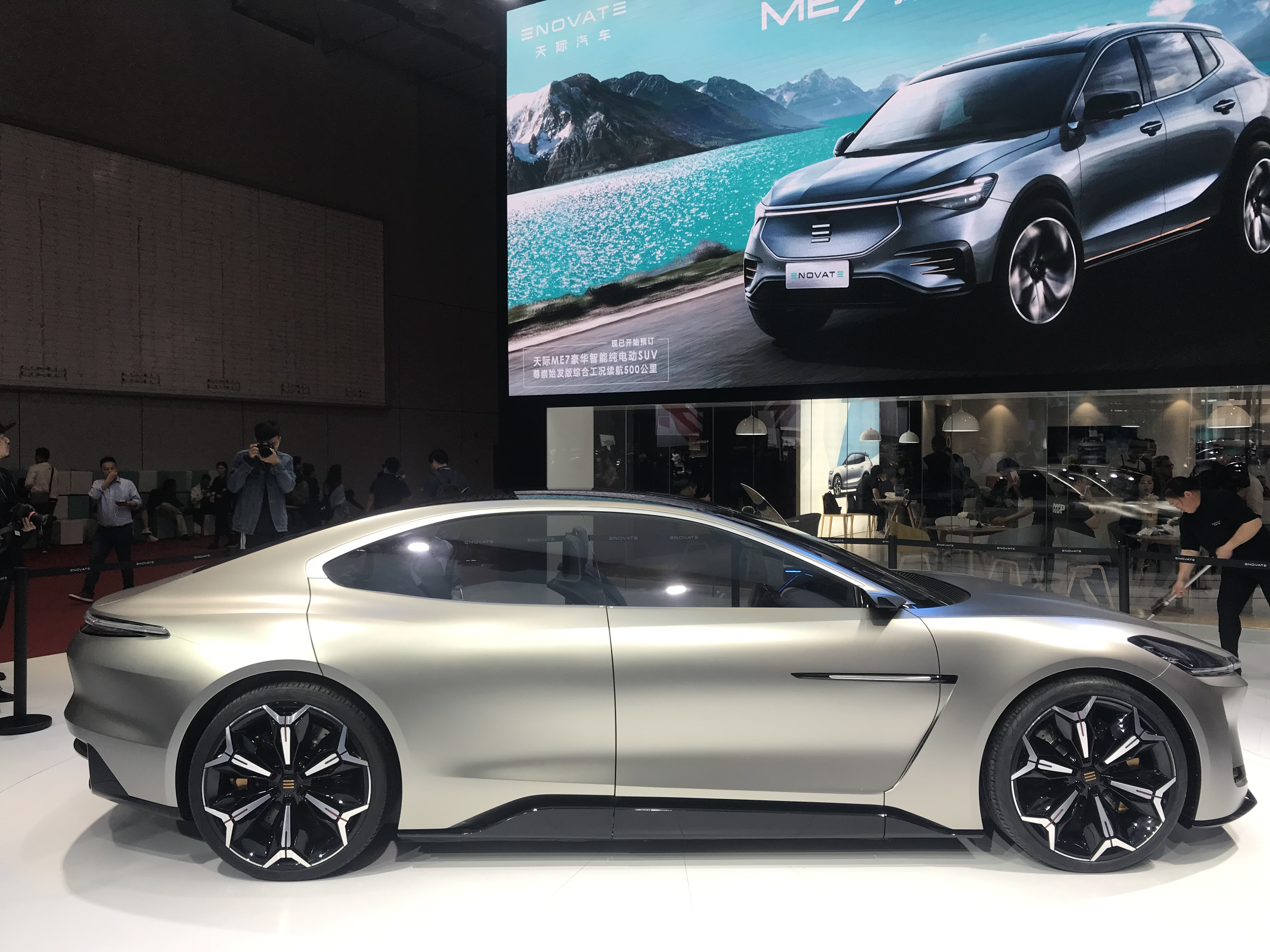
Enovate ME-S auf der Auto Shanghai 2019

Der Hersteller führte mit Enovate eine sogenannte Premium-Marke ein. Sie wurde im November 2018 vorgestellt. Der Enovate ME7 wurde im April 2019 auf der Shanghai Auto Show präsentiert und sollte in der zweiten Jahreshälfte 2019 ausgeliefert werden. Im Mai 2019 startete der Vorverkauf, Marktstart war jedoch erst im September 2020. Im Juni 2021 wurde der kleinere Enovate ME5 präsentiert.

## Zulassungszahlen in China
Im ersten Monat Februar 2018 wurden zehn Neuwagen der Marke Dearcc in China zugelassen. Darauf folgte ein guter März mit 928 Zulassungen. Im April wurden 465 Fahrzeuge zugelassen, im Mai 547 und im Juni 3. Im Juli und August waren es keine. Für September sind 230 überliefert und für Oktober 305. Der beste Monat war der November mit 1126 Zulassungen. Im Dezember 2018 folgten noch 304. In der Summe sind das 3918 Zulassungen.